# Elfenbein Verlag

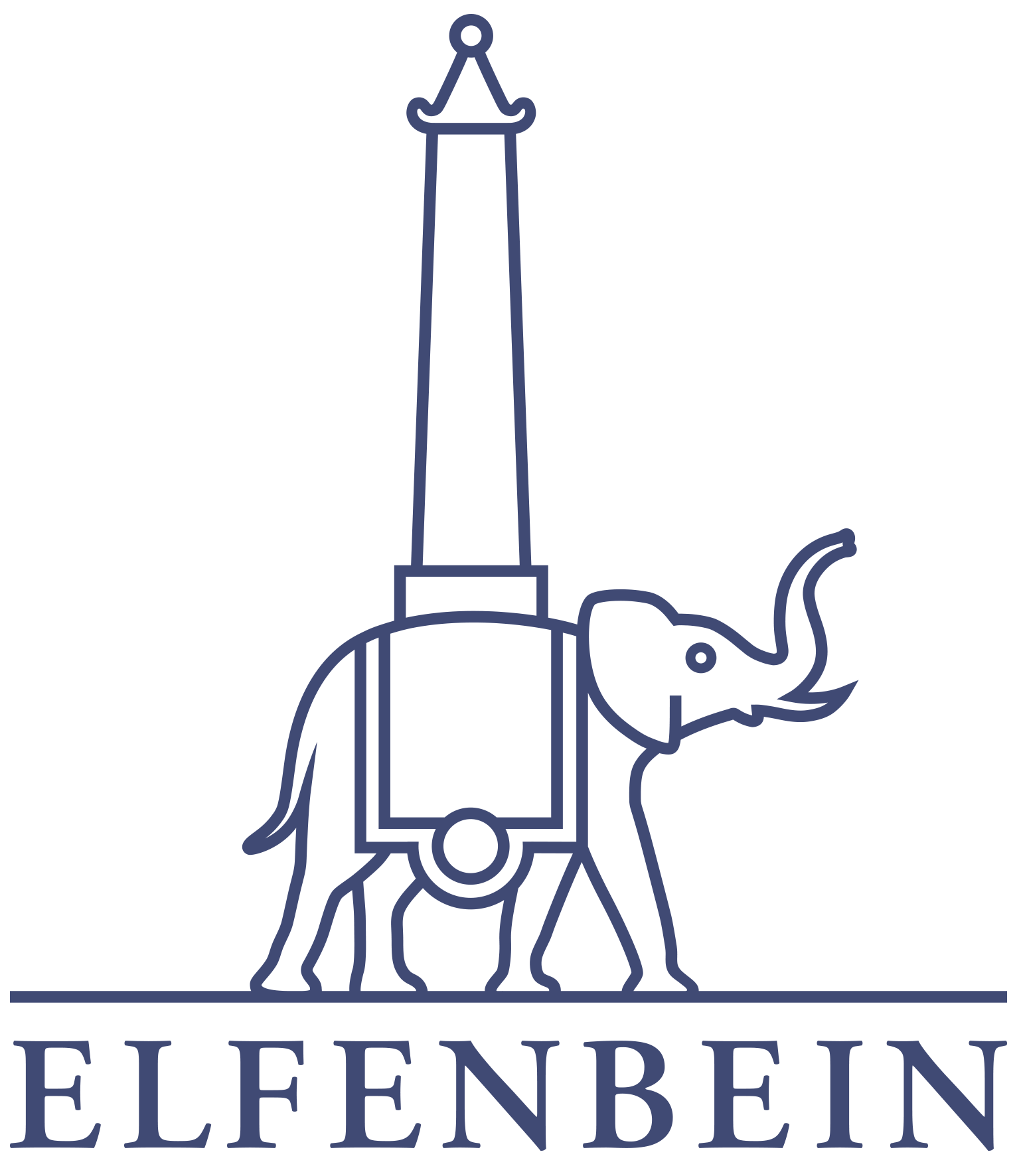
Verlagssignet, das eine Abbildung aus Francesco Colonnas hermetischem Roman Hypnerotomachia Poliphili zitiert

Der Elfenbein Verlag ist ein unabhängiger Buchverlag mit Sitz in Berlin-Frohnau. Das Programm umfasst internationale Literatur aus allen Gattungen.

## Gründung
Der Elfenbein Verlag wurde 1995 von den Germanistikstudenten Ingo Držečnik und Roman Pliske während ihrer Tätigkeit als Herausgeber des Literaturmagazins metamorphosen in Heidelberg gegründet. 1996 erschien das erste Buch, die Gedichtsammlung Unterderhand des Sinsheimer Lyrikers Andreas Holschuh. 2001 erfolgte die Übersiedlung nach Berlin, wo der Verlag bis heute ansässig ist.

## Verlagsprogramm
Zum Themenschwerpunkt Portugal präsentierte der Verlag auf der Frankfurter Buchmesse 1997 den Lyriker António Botto und den Erzähler José Riço Direitinho, die stellvertretend für ein Programm stehen, das Klassiker und zeitgenössische Autoren in deutscher Übersetzung zusammenführt. Hans-Joachim Schaeffers 1999 veröffentlichte Übersetzung von Camões’ Seefahrerepos Die Lusiaden, die erste deutsche Gesamtübertragung seit über einem Jahrhundert, erhielt breite mediale Aufmerksamkeit. Seither erschienen in der portugiesischen Reihe auch Übersetzungen der Werke von Al Berto, Raul Brandão, Sophia de Mello Breyner Andresen, Luís de Camões, Miguel Esteves Cardoso, José Régio und Paulo Teixeira.
In mehr als 25 Jahren verlegerischer Tätigkeit sind Übersetzungen und zweisprachige Ausgaben der Werke zahlreicher weiterer Autorinnen und Autoren aus ganz Europa erschienen, z. B. aus Griechenland: Odysseas Elytis, Nikos Kazantzakis, Alexandros Papadiamantis, Jannis Ritsos, Jorgos Seferis und Maria Stefanopoulou, aus Katalonien: Jaime Gil de Biedma, Baltasar Porcel und Josep Maria de Sagarra, aus Italien: Gabriele d’Annunzio und Guido Gozzano und aus Frankreich: Marceline Desbordes-Valmore, Victor Hugo, Pierre de Ronsard, Marcel Schwob und Paul Verlaine. Auch die tschechische (Egon Bondy, Ferdinand Peroutka), ungarische (Jenő Rejtő), norwegische (Inger Hagerup) und englische Literatur (Anthony Powell, Simon Raven) sind im Verlagsprogramm vertreten. Zu den bekannten deutschen Autoren des Elfenbein Verlags zählen u. a. Ralph Roger Glöckler, Alban Nikolai Herbst, Ulrich Holbein, Rainer Kloubert, Einar Schleef und Tobias Schwartz.
Ein weiterer Schwerpunkt des Verlags liegt auf der deutschsprachigen Literarischen Moderne: So publizierte er u. a. Werkausgaben der Expressionisten Klabund, Anton Schnack und Maria Luise Weissmann.

## Auszeichnungen
Die kontinuierliche Auszeichnung seit 2018 mit Literaturpreisen nicht nur für Einzelwerke, sondern für die Verlagsarbeit selbst zeigt, dass diese mit ihren „Publikationen aus dem Mainstream [nicht nur] der Berliner Verlagslandschaft im besten Sinn des Wortes herausrag[t]“.
- 2001: Rimbaud-Preis des Österreichischen Rundfunks an Christian Filips für schluck auf stein (2001)[3]
- 2005: Deutsch-griechischer Übersetzerpreis an Günter Dietz für die Übersetzung des Bandes Die Träume. Wörter – Menschen – Orte (2004) von Odysseas Elytis[4]
- 2008: André-Gide-Preis an Georg Holzer für die Übersetzung des Gedichtbands Amoren für Cassandre (2006) von Pierre de Ronsard
- 2009: Prix Servais an Pol Sax für U5 (2008)
- 2012: Kasseler Literaturpreis für grotesken Humor an Ulrich Holbein für Bitte umblättern (2010)
- 2018: Kurt-Wolff-Preis[5]
- 2018: Übersetzerpreis Ginkgo-Biloba für Lyrik an Andrea Schellinger für die Übersetzung des Gedichtbandes Logbücher (2017) von Giorgos Seferis
- 2018: Hotlist-Preis für Manapouri. Reise nach Samoa 1901/1902 von Marcel Schwob in der Übersetzung von Gernot Krämer
- 2019: Deutscher Verlagspreis
- 2020: Deutscher Verlagspreis
- 2022: Deutscher Verlagspreis
- 2022: Berliner Verlagspreis[6]
- 2023: Preis des Johann-Heinrich-Voß-Literaturhauses in Penzlin an Michaela Prinzinger für die Übersetzung des Romans Athos der Förster (2018) von Maria Stefanopoulou[7]